# Związek Literatów na Mazowszu
Związek Literatów na Mazowszu – polskie stowarzyszenie skupiające ludzi pióra.

## Powstanie
Związek Literatów na Mazowszu jest niezależną organizacją pozarządową skupiającą ludzi pióra. Powołano ją 4 czerwca 2009 r. we wnętrzach Muzeum Pozytywizmu w podciechanowskiej Gołotczyźnie, a zarejestrowano w Krajowym Rejestrze Sądowym w Warszawie 6 listopada 2009 r. Narodziny tej samodzielnej organizacji literackiej zainicjowali członkowie istniejącego od 1997 r. w Ciechanowie Oddziału Związku Literatów Polskich (CO ZLP). Nowo powołany Związek Literatów na Mazowszu był odpowiedzią na brak reakcji i wyjaśnień w związku z doniesieniami o agenturalnej przeszłości większości członków Prezydium Zarządu Głównego Związku Literatów Polskich w Warszawie.
Związek Literatów na Mazowszu założyło 15 pisarzy – członków założycieli. Z CO ZLP weszli do ZLM prawie wszyscy, obecnie są już także nowi ludzie pióra: z Ciechanowa, Przasnysza, Płońska, Warszawy i innych miejscowości (jeden z członków, dr Tadeusz Witkowski, mieszka w USA). Pierwsze Walne Zgromadzenie ZLM odbyło się 28 listopada 2009 r. w Centrum Kultury i Sztuki w Ciechanowie. 

## Działalność
ZLM kontynuuje tradycje CO ZLP, czyli współorganizuje kolejne edycje takich imprez literackich jak: Światowy Dzień Poezji pod patronatem UNESCO (co roku w marcu), Międzynarodowe Dni ks. Macieja Kazimierza Sarbiewskiego „Chrześcijański Horacy z Mazowsza” (w maju), Wiosnę Literatury w Gołotczyźnie (w czerwcu), Ciechanowskie Jesienie Poezji (w październiku). Wraz z innymi instytucjami oraz samorządami wszystkich szczebli ZLM współorganizuje Ogólnopolskie Konkursy Literackie: „O Laur Sarbiewskiego”, "O Laur Posła Prawdy" (upamiętniający Aleksandra Świętochowskiego), im. Alfreda Borkowskiego, "O Laur Zygmunta z Opinogóry" (dla młodych twórców), w przeszłości również "O Laur Opina" i Mazowiecki Konkurs Literacki w Przasnyszu. Każdego roku wydaje po kilka książek oraz liczący ok. 300 stron periodyk „Ciechanowskie Zeszyty Literackie”. ZLM przyznaje również statuetkę "Złote Pióro" za Książkę Roku pisarzom z własnego grona. 

## Władze
Władzami naczelnymi Związku są: Walne Zgromadzenie Członków, Zarząd i Komisja Rewizyjna. Kadencja władz  Związku trwa cztery lata.
Członkowie władz Związku wybierani są w głosowaniu jawnym, prezes w tajnym. Najwyższą władzą Związku jest Walne Zgromadzenie Członków.
Walne Zgromadzenie Członków może być zwyczajne lub nadzwyczajne. Walne Zgromadzenie Członków zwyczajne zwoływane jest przez Zarządu co roku a wyborcze co cztery lata. Walne Zgromadzenie Członków nadzwyczajne może być zwołane przez Zarząd, bądź na pisemne żądanie 2/5 członków, bądź na wniosek Komisji Rewizyjnej. Sąd Koleżeński jest wybierany przez walne Zgromadzenie i pełni funkcję doradczą.
| Funkcja    | Imię i nazwisko      |
| ---------- | -------------------- |
| Prezes     | Teresa Kaczorowska   |
| Wiceprezes | Piotr Kaszubowski    |
| Skarbnik   | Wiktor Golubski      |
| Sekretarz  | Ewa Krysiewicz       |
| Członek    | Krzysztof Turowiecki |

| Imię i nazwisko     |
| ------------------- |
| Miłosz Manasterski  |
| Marek Piotrowski    |
| Zdzisław Zembrzycki |

| Imię i nazwisko               |
| ----------------------------- |
| Juliusz Erazm Bolek           |
| Andrzej Zygmunt Rola-Stężycki |
| Tadeusz Witkowski             |

Do ZLM  należą ponadto Kazimierz Świegocki, Stefan Chojnowski, Zofia Humięcka, Krzysztof Bieńkowski, Igor Kantorowski, Alina Dybała, Martyna Katarzyna Kinicka, Mariola Kokowska, Anna Wanda Ludwiczak, Krzysztof Martwicki, Jolanta Michalska, Tadeusz Jan Murzyn, Barbara Orlowski, Barbara Sitek-Wyrembek, Tomasz Wybranowski i Adam Siemieńczyk. W przeszłości do ZLM należała Bożenna Beata Parzuchowska.  
Członkami ZLM byli również nieżyjący już twórcy: Alfred Borkowski, Mieczysław Stusiński, Zenona Cieślak-Szymanik, Barbara Krajewska, Stanisław Kęsik, Dariusz Tomasz Węcławski, Sławomir Zdun, Zdzisław Dudek, Janusz Dylewski, Marianna Olkowska. 

## Siedziba
Siedziba ZLM mieści się w Miejskiej Bibliotece Publicznej w Ciechanowie, przy Placu Józefa Piłsudskiego (wcześniej w Powiatowym Centrum Kultury i Sztuki w Ciechanowie przy ul. Strażackiej).

## Jubileusz 20-lecia
25 listopada 2017 r. w Kawiarni Artystycznej PCKiS w Ciechanowie odbyły się uroczystości jubileuszowe Związku Literatów na Mazowszu. Przy tej okazji promowano książkę Druga dekada, prezentującą dokonania Związku. Literaci otrzymali na ręce prezes ZLM dr Teresy Kaczorowskiej wiele życzeń, listów gratulacyjnych, prezentów i pochwał, w tym medal Pro Masovia od Marszałka Województwa Mazowieckiego Adama Struzika.

## Podwójny Srebrny Jubileusz
W 2023 r. przypadała 25. rocznica założenia CO ZLP oraz powstania periodyku "Ciechanowskie Zeszyty Literackie". Główna uroczystość jubileuszowa odbyła się 7 października w Muzeum Romantyzmu w Opinogórze, podczas XXVIII Ciechanowskiej Jesieni Poezji. Z okazji jubileuszu przygotowana została wystawa Podwójny Srebrny Jubileusz Związku Literatów na Mazowszu, wydano publikację Związek Literatów na Mazowszu – 25 lat, periodyk „Ciechanowskie Zeszyt y Literackie" nr 25. Srebrny jubileusz oraz płytę z utworami poetów ZLM i muzyką Wojciecha Gęsickiego. Przez cały rok odbywały się również inne cykliczne wydarzenia Związku, kwartalne spotkania pisarzy w Miejskiej Bibliotece Publicznej w Ciechanowie oraz uroczystości jubileuszowe w kilku miastach Mazowsza (Sanniki, Płock, Przasnysz, Warszawa) i Mazur (Działdowo). 